# فرد بيفر
فرد بيفر (بالإنجليزية: Fred Beaver)‏ هو رسام أمريكي، ولد في 2 يوليو 1911 في يوفاولا في الولايات المتحدة، وتوفي في 18 أغسطس 1980.